# Israel Hands
Israel Hands (* vor 1700; † nach 1718) war ein Pirat, der unter dem Kommando von Blackbeard segelte.
Hands wird in dem 1724 erschienenen Buch A General History of the Robberies and Murders of the most notorious Pyrates von Charles Johnson im Kapitel zu Blackbeard erwähnt.
Hands befehligte eine Sloop in der Flottille von Blackbeard. Er befand sich am 22. November 1718 mit anderen Piraten aus Blackbeards Flottille an Land in Bath (North Carolina), als Blackbeard von zwei Schiffen der britischen Marine unter dem Kommando von Robert Maynard gestellt und getötet wurde. Hands wurde danach zusammen mit verbliebenen Piraten in Bath gefangen genommen, später aber begnadigt, da er als Zeuge gegen andere Piraten und korrupte Beamte ausgesagt hatte.
Johnson überliefert eine Anekdote, nach der Hands von Blackbeard selbst durch einen Pistolenschuss ins Knie verkrüppelt wurde:

„Während eines nächtlichen Trinkgelages in seiner Kabine mit einem Lotsen, Hands und einem dritten Mann zog Blackbird ohne Provokation heimlich zwei kleine Pistolen und platzierte sie unter dem Tisch. Der dritte Mann bemerkte dies, begab sich auf das Deck und ließ Blackbeard, den Lotsen und Hands alleine in der Kabine zurück. Nachdem die beiden Pistolen schussbereit waren, blies Blackbeard die Kerze auf dem Tisch aus und schoss auf die beiden verbliebenen Zechkumpane. Hands wurde in das Knie getroffen und lahmte sein Leben lang. Die zweite Pistole versagte aber. Als Blackbeard daraufhin gefragt wurde, warum er das getan habe, antwortete er, dass wenn er nicht ab und zu einen von ihnen töten würde, würden sie vergessen, wer er war.“

Nach Johnson verstarb Hands später als Bettler in London, allerdings vermutet Breverton, dass er eventuell mit dem Piraten Israel Hynde identisch ist, der wenige Jahre später zur Mannschaft des Piraten Bartholomew Roberts gehörte und 1722 in Cape Coast Castle (Ghana) gehängt wurde.

## Rezeption
Robert Louis Stevenson (1850–1894) benannte in seinem berühmten Roman Die Schatzinsel (1883) einen seiner Piraten nach Israel Hands. In der Fernsehserie Black Sails (2014–2017), die eine fiktive Vorgeschichte zur Schatzinsel erzählt und dabei historische Ereignisse und Figuren mit einbindet, tritt Israel Hands in der vierten und letzten Staffel auf und wird dort von dem irischen Schauspieler David Wilmot verkörpert. Im zweiteiligen Fernsehfilm Blackbeard (2006) wird Israel Hands von Anthony Green gespielt.
In der Fernsehserie Our Flag Means Death („Unsere Flagge bedeutet Tod“) wird er als "Izzy Hands" von Con O’Neill gespielt.